# Igo (piosenkarz)
Igo, właśc. Igor Marek Walaszek (ur. 16 lipca 1992 w Krakowie) – polski piosenkarz, kompozytor, autor tekstów piosenek i przedsiębiorca. Wokalista zespołów Clock Machine (od 2009) i Bass Astral x Igo (2015–2021), ponadto występuje solowo. Założyciel i właściciel wydawnictwa muzycznego Iglo Records.

## Życiorys
Igor Marek Walaszek urodził się 16 lipca 1992 w Krakowie.

### Działalność muzyczna
W 2009 wraz z Michałem Koncewiczem założył w Krakowie rockowo-funkowy zespół Clock Machine, w którym występuje jako wokalista. W 2011 grupa podpisała kontrakt z wytwórnią Universal Music Polska i wydała debiutancki minialbum Clock Machine. Dotychczas ukazały się trzy albumy studyjne zespołu: Greatest Hits (2014), Love (2015) i Prognozy (2019).

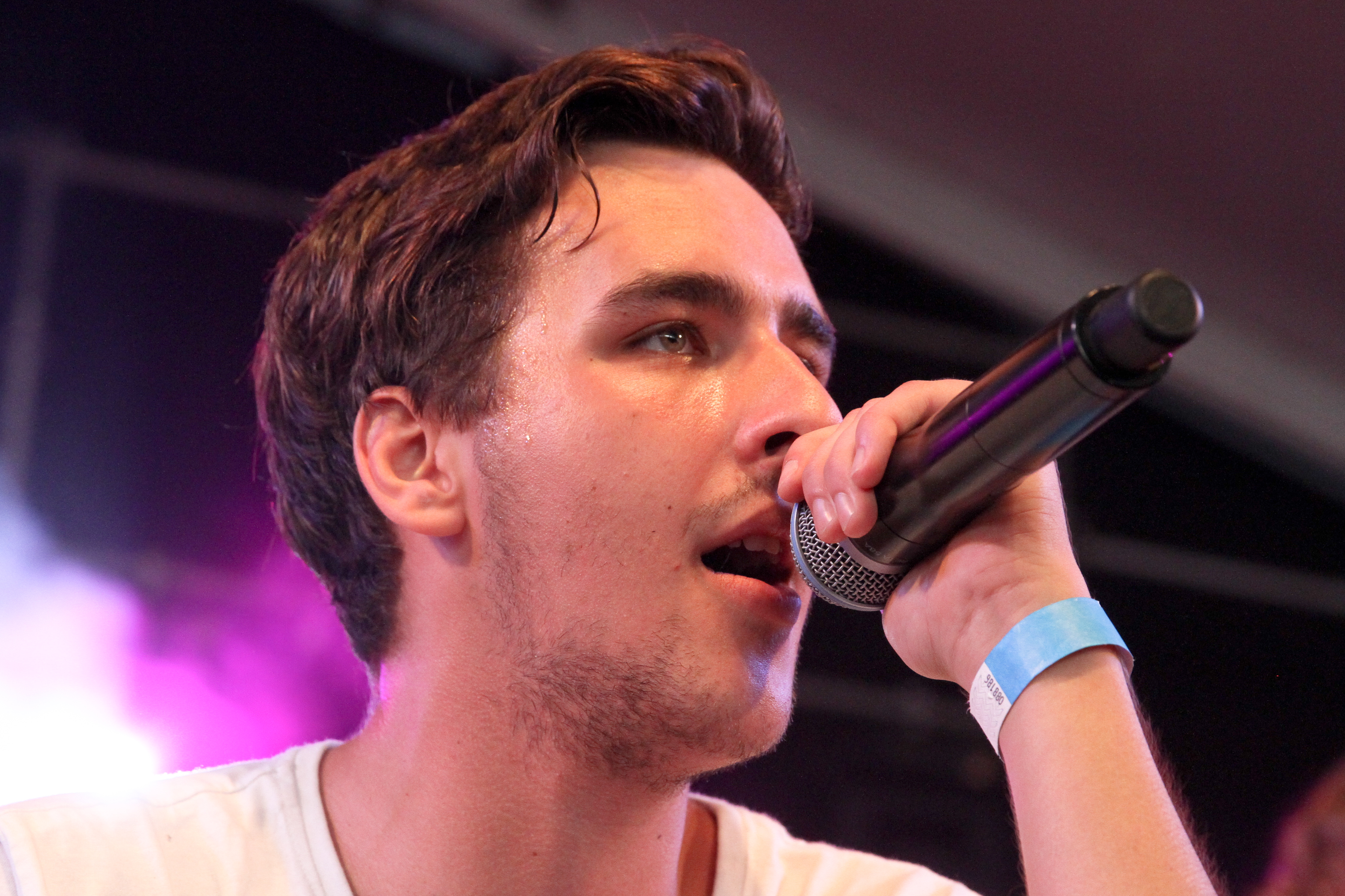
Igo podczas koncertu Clock Machine na Przystanku Woodstock (2014)

W 2015 wraz z Kubą Traczem, również członkiem Clock Machine, założył dwuosobowy zespół Bass Astral x Igo wykonujący muzykę elektroniczną. Duet wydał trzy albumy: Discobolus (2016), Orell (2017) i Satellite (2021), a w 2021 ogłosił zakończenie działalności.

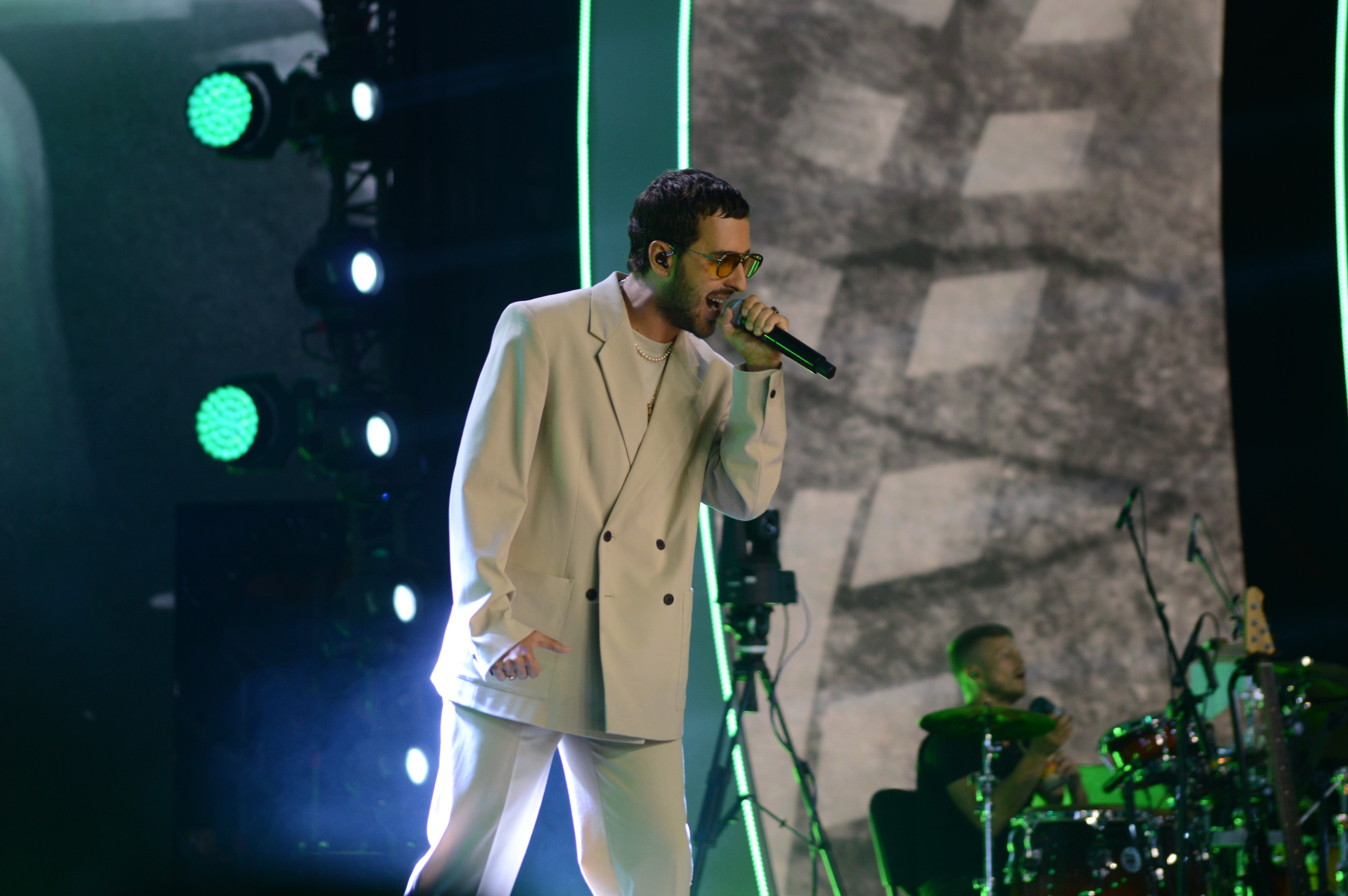
Igo podczas występu na Top of the Top Sopot Festivalu 2022

Równolegle do śpiewania w dwóch zespołach, Igo rozpoczął występowanie jako wykonawca solowy. Od 2016 pojawił się gościnnie w utworach wykonawców takich jak Natalia Nykiel, Miuosh czy Kwiat Jabłoni. W 2019 zaśpiewał w certyfikowanym platyną utworze Sokoła pod tytułem „Sprytny Eskimos”. W 2019 i 2020 był częścią supergrupy Męskie Granie Orkiestra, biorącej udział w dorocznych edycjach festiwalu muzycznego Męskie Granie. Wziął udział nagraniach singli festiwalu: „Sobie i Wam” w 2019 (z Katarzyną Nosowską, Tomaszem Organkiem i Krzysztofem Zalewskim) oraz „Świtu” w 2020 (z Darią Zawiałow i Królem), które zajęły kolejno drugie i pierwsze miejsce listy AirPlay – Top i pokryły się platyną.
W 2022 zapowiedział wydanie pierwszego solowego albumu. Wydawnictwo, zatytułowane Igo, ukazało się 18 listopada 2022. W 2023 wraz z Mrozem i Vito Bambino utworzył Męskie Granie Orkiestrę 2023, w ramach której nagrał singel „Supermoce”. 14 marca 2025 wydał drugi solowy album, 12.

### Działalność pozamuzyczna
W 2016 wraz z Filipem Jarzęckim założył wytwórnię Iglo Records, wydającą muzykę związanych z nim projektów.
W 2019 wystąpił w dubbingowej roli Zacka w polskojęzycznej wersji filmu animowanego Szybcy i śnieżni. Ponadto nagrał na jego potrzeby utwór „Lepszy dzień”.

## Życie prywatne

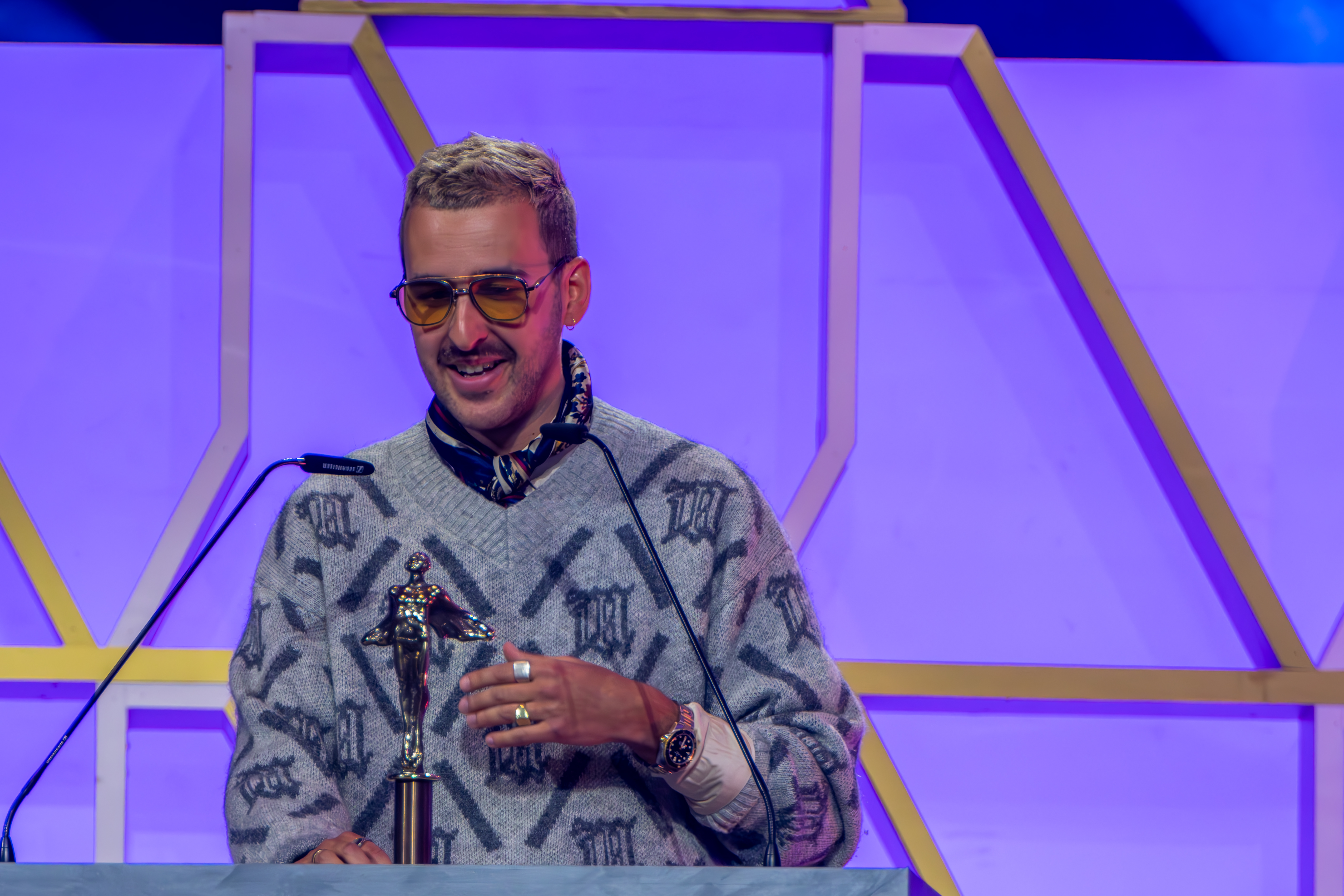
Igo podczas gali Fryderyków 2024

Żonaty z Anną Gąsiorowską, z którą ma córkę Helenę (ur. 5 grudnia 2021).

## Dyskografia

### Albumy studyjne
| Rok                                                     | Tytuł | Informacje wydawnicze                                                                             | Najwyższe pozycje na listach sprzedaży | Najwyższe pozycje na listach sprzedaży | Najwyższe pozycje na listach sprzedaży | Liczba sprzedanych egzemplarzy | Certyfikat ZPAV |
| Rok                                                     | Tytuł | Informacje wydawnicze                                                                             | OLiS                                   | OLiS fiz.                              | OLiS str.                              | Liczba sprzedanych egzemplarzy | Certyfikat ZPAV |
| ------------------------------------------------------- | ----- | ------------------------------------------------------------------------------------------------- | -------------------------------------- | -------------------------------------- | -------------------------------------- | ------------------------------ | --------------- |
| 2022                                                    | Igo   | - Data premiery: 18 listopada 2022 - Wytwórnia: Iglo - Nośniki: CD · digital download · streaming | 8                                      | —                                      | —                                      | 15 000                         | złota płyta     |
| 2025                                                    | 12    | - Data premiery: 14 marca 2025 - Wytwórnia: Iglo - Nośniki: CD · digital download · streaming     | 4                                      | 3                                      | 46                                     |                                |                 |
| „—” oznacza, że album nie był notowany na danej liście. |       |                                                                                                   |                                        |                                        |                                        |                                |                 |

### Albumy w ramach supergrup
| Rok                                                     | Tytuł                                                                                                 | Informacje wydawnicze                                                                                                  | Najwyższe pozycje na listach sprzedaży | Najwyższe pozycje na listach sprzedaży | Najwyższe pozycje na listach sprzedaży | Najwyższe pozycje na listach sprzedaży | Liczba sprzedanych egzemplarzy | Certyfikat ZPAV    |
| Rok                                                     | Tytuł                                                                                                 | Informacje wydawnicze                                                                                                  | OLiS                                   | OLiS fiz.                              | OLiS str.                              | OLiS win.                              | Liczba sprzedanych egzemplarzy | Certyfikat ZPAV    |
| ------------------------------------------------------- | --- | --- | -------------------------------------- | -------------------------------------- | -------------------------------------- | -------------------------------------- | ------------------------------ | ------------------ |
| 2019                                                    | Męskie Granie 2019 (Męskie Granie Orkiestra 2019: Nosowska, Igo, Tomasz Organek i Krzysztof Zalewski) | - Data premiery: 15 listopada 2019 - Wytwórnia: Polskie Radio - Nośniki: 2×CD · digital download · streaming           | 1                                      | 68                                     | —                                      | —                                      | 60 000                         | 2× platynowa płyta |
| 2020                                                    | Męskie Granie 2020 (Męskie Granie Orkiestra 2020: Daria Zawiałow, Król i Igo)                         | - Data premiery: 4 grudnia 2020 - Wytwórnia: Mystic - Nośniki: 2×CD · digital download · streaming · LP                | 1                                      | —                                      | —                                      | 3                                      | 30 000                         | platynowa płyta    |
| 2023                                                    | Męskie Granie 2023 (Męskie Granie Orkiestra 2023: Igo, Mrozu i Vito Bambino)                          | - Data premiery: 24 listopada 2023 - Wytwórnia: Mystic - Nośniki: 2×CD · digital download · streaming · 2×LP · box set | 1                                      | 1                                      | 22                                     | 2                                      |                                |                    |
| „—” oznacza, że album nie był notowany na danej liście. | | |                                        |                                        |                                        |                                        |                                |                    |

### Minialbumy
| Rok  | Tytuł     | Informacje wydawnicze                                                                         |
| ---- | --------- | --------------------------------------------------------------------------------------------- |
| 2023 | I Feel It | - Data premiery: 17 marca 2023 - Wytwórnia: Universal - Nośniki: digital download · streaming |

### Single

#### Jako główny wykonawca
| Rok | Tytuł | Najwyższe pozycje na listach przebojów | Najwyższe pozycje na listach przebojów | Najwyższe pozycje na listach przebojów | Najwyższe pozycje na listach przebojów | Najwyższe pozycje na listach przebojów | Certyfikat ZPAV  | Album                |
| Rok | Tytuł | OLiA                                   | OLiS str.                              | SPO                                    | 357                                    | SLiP                                   | Certyfikat ZPAV  | Album                |
| --- | --- | -------------------------------------- | -------------------------------------- | -------------------------------------- | -------------------------------------- | -------------------------------------- | ---------------- | -------------------- |
| 2018 | „Mówią mi” | —                                      | X                                      | —                                      | X                                      | —                                      | złota płyta      | Albo Inaczej 2       |
| 2021 | „Kochać inaczej” | —                                      | X                                      | —                                      | X                                      | —                                      |                  | —                    |
| 2022 | „Helena” | 2                                      | X                                      | 124                                    | 13                                     | 3                                      | platynowa płyta  | Igo                  |
| 2022 | „Gold” (z DJ BRK) | —                                      | X                                      | —                                      | —                                      | —                                      |                  | Juice                |
| 2022 | „Brudas” | —                                      | X                                      | —                                      | 14                                     | —                                      |                  | Igo                  |
| 2022 | „To też o tobie” | —                                      | X                                      | —                                      | —                                      | —                                      |                  | Igo                  |
| 2022 | „Przetańczyć z tobą chcę całą noc” (z Natalią Szroeder)                                                                       | —                                      | X                                      | —                                      | —                                      | —                                      | złota płyta      | —                    |
| 2022 | „I Need No Love” | —                                      | X                                      | —                                      | —                                      | —                                      |                  | Igo                  |
| 2022 | „Better Be Alive” | —                                      | X                                      | —                                      | 39                                     | —                                      |                  | Igo                  |
| 2022 | „Nie może być inaczej” | —                                      | X                                      | —                                      | —                                      | —                                      |                  | Igo                  |
| 2023 | „Pulst miast” | —                                      | —                                      | —                                      | —                                      | —                                      |                  | —                    |
| 2023 | „Wszystko mi mówi, że mnie ktoś pokochał”                                                                                     | —                                      | —                                      | —                                      | —                                      | —                                      |                  | —                    |
| 2023 | „Całkiem nowa bajka” (z Kleksem, Kaśką Sochacką, Mrozem, Arturem Rojkiem, Brodką, Ralphem Kaminskim, Bedoesem 2115 i Sokołem) | 3                                      | 4                                      | 8                                      | 4                                      | 1                                      | diamentowa płyta | Akademia pana Kleksa |
| 2024 | „Myślę sobie, Ż” (z Brodką)                                                                                                   | —                                      | —                                      | —                                      | —                                      | —                                      |                  | —                    |
| 2024 | „12 zmysłów” | —                                      | —                                      | —                                      | —                                      | —                                      |                  | 12                   |
| 2024 | „Wiatr” | 8                                      | —                                      | 189                                    | 13                                     | 8                                      |                  | 12                   |
| 2024 | „Zostań” | —                                      | —                                      | —                                      | 35                                     | 27                                     |                  | 12                   |
| 2025 | „Kości” | —                                      | —                                      | —                                      | —                                      | —                                      |                  | 12                   |
| 2025 | „Cud” | 15                                     | —                                      | —                                      | —                                      | 6                                      |                  | 12                   |
| „—” oznacza, że singel nie był notowany na danej liście. „X” oznacza, że lista przebojów nie istniała w danym okresie. | |                                        |                                        |                                        |                                        |                                        |                  |                      |

#### Jako gość
| Rok  | Tytuł                                                               | Album    |
| ---- | ------------------------------------------------------------------- | -------- |
| 2019 | „Breakdown” (Kitec, gościnnie: Igo)                                 | Emotions |
| 2020 | „Motyle” (Miuosh, gościnnie: Igo)                                   | Powroty  |
| 2020 | „Brasswood” (L.U.C. i Rebel Babes Ensebmle, gościnnie: Sarsa i Igo) | Dialog 2 |
| 2023 | „Serce” (Magiera, gościnnie: Igo i Frank Leen)                      | —        |
| 2024 | „Goń” (DJ BRK, gościnnie: Igo i Robert Cichy)                       | —        |

#### Jako część supergrup
| Rok | Tytuł | Najwyższe pozycje na listach przebojów | Najwyższe pozycje na listach przebojów | Najwyższe pozycje na listach przebojów | Najwyższe pozycje na listach przebojów | Najwyższe pozycje na listach przebojów | Najwyższe pozycje na listach przebojów | Certyfikat ZPAV    | Album              |
| Rok | Tytuł | OLiA                                   | OLiS str.                              | SPO                                    | LP3                                    | 357                                    | SLiP                                   | Certyfikat ZPAV    | Album              |
| --- | --- | -------------------------------------- | -------------------------------------- | -------------------------------------- | -------------------------------------- | -------------------------------------- | -------------------------------------- | ------------------ | ------------------ |
| 2019 | „Sobie i Wam” (Męskie Granie Orkiestra 2019: Nosowska, Igo, Tomasz Organek i Krzysztof Zalewski)                              | 2                                      | X                                      | 6                                      | 1                                      | X                                      | 1                                      | platynowa płyta    | Męskie Granie 2019 |
| 2019 | „Zazdrość” (na żywo) (Męskie Granie Orkiestra 2019: Igo i Krzysztof Zalewski)                                                 | —                                      | X                                      | —                                      | 2                                      | X                                      | —                                      |                    | Męskie Granie 2019 |
| 2019 | „Sing-Sing” (na żywo) (Męskie Granie Orkiestra 2019: Nosowska, Igo i Krzysztof Zalewski)                                      | —                                      | X                                      | —                                      | —                                      | X                                      | —                                      |                    | Męskie Granie 2019 |
| 2020 | „Świt” (Męskie Granie Orkiestra 2020: Daria Zawiałow, Król i Igo)                                                             | 1                                      | X                                      | 27                                     | X                                      | X                                      | 1                                      | platynowa płyta    | Męskie Granie 2020 |
| 2020 | „Płoną góry, płoną lasy” (na żywo) (Męskie Granie Orkiestra 2020: Daria Zawiałow, Król i Igo)                                 | 70                                     | X                                      | —                                      | X                                      | X                                      | —                                      |                    | Męskie Granie 2020 |
| 2023 | „Supermoce” (Męskie Granie Orkiestra 2023: Igo, Mrozu i Vito Bambino)                                                         | 1                                      | 3                                      | 2                                      | X                                      | 1                                      | 4                                      | 3× platynowa płyta | —                  |
| 2023 | „Party” (na żywo) (Męskie Granie Orkiestra 2023: Igo, Mrozu i Vito Bambino)                                                   | —                                      | —                                      | —                                      | X                                      | 6                                      | —                                      |                    | Męskie Granie 2023 |
| 2023 | „Tolerancja” (na żywo) (Męskie Granie Orkiestra 2023: Igo, Mrozu i Vito Bambino, gościnnie: Stanisław Sojka i Leszek Możdżer) | —                                      | —                                      | —                                      | X                                      | 3                                      | —                                      |                    | Męskie Granie 2023 |
| „—” oznacza, że singel nie był notowany na danej liście. „X” oznacza, że lista przebojów nie istniała w danym okresie. | |                                        |                                        |                                        |                                        |                                        |                                        |                    |                    |

### Inne notowane lub certyfikowane utwory
| Rok | Tytuł                                     | Najwyższe pozycje na listach przebojów | Najwyższe pozycje na listach przebojów | Certyfikat ZPAV | Album        |
| Rok | Tytuł                                     | Spotify                                | 357                                    | Certyfikat ZPAV | Album        |
| --- | ----------------------------------------- | -------------------------------------- | -------------------------------------- | --------------- | ------------ |
| 2019 | „Sprytny Eskimos” (Sokół, gościnnie: Igo) | 32                                     | X                                      | platynowa płyta | Wojtek Sokół |
| 2022 | „Styl” (gościnnie: Mrozu)                 | —                                      | 25                                     |                 | Igo          |
| „—” oznacza, że utwór nie był notowany na danej liście. „X” oznacza, że lista przebojów nie istniała w danym okresie. |                                           |                                        |                                        |                 |              |

### Występy gościnne
| Rok  | Utwór                       | Wykonawcy                                                                                 | Album                                                      | Źr.    |
| ---- | --------------------------- | ----------------------------------------------------------------------------------------- | ---------------------------------------------------------- | ------ |
| 2016 | „Fire”                      | Gypsy and the Acid Queen, gościnnie: Igo                                                  | Gypsy and the Acid Queen                                   | [ 62 ] |
| 2016 | „To All Sleeping Buddhas”   | Gypsy and the Acid Queen, gościnnie: Igo                                                  | Gypsy and the Acid Queen                                   | [ 62 ] |
| 2017 | „I’m Fine”                  | Natalia Nykiel, gościnnie: Igo                                                            | Discordia                                                  | [ 63 ] |
| 2018 | „Bliżej”                    | Flirtini, gościnnie: Igo i Pepe.                                                          | Heartbreaks & Promises vol. 4                              | [ 64 ] |
| 2018 | „Mówią mi”                  | Igo                                                                                       | Albo Inaczej 2                                             | [ 65 ] |
| 2018 | „Chwile ulotne”             | Monika Borzym, Natalia Nykiel, Daria Zawiałow, Fismoll, Igo, Ralph Kaminski i Piotr Zioła | Albo Inaczej 2                                             | [ 65 ] |
| 2019 | „Sprytny Eskimos”           | Sokół, gościnnie: Igo                                                                     | Wojtek Sokół                                               | [ 66 ] |
| 2019 | „Breakdown”                 | Kitec, gościnnie: Igo                                                                     | Emotions                                                   | [ 67 ] |
| 2019 | „4u”                        | Sonar Soul, gościnnie: Igo                                                                | You Are My Sun                                             | [ 68 ] |
| 2020 | „Motyle”                    | Miuosh, gościnnie: Igo                                                                    | Powroty                                                    | [ 69 ] |
| 2020 | „Jak dobrze”                | Igo                                                                                       | 95 lat Polskiego Radia                                     | [ 70 ] |
| 2022 | „Klus Mitroh”               | Kwiat Jabłoni, gościnnie: Igo                                                             | Wolne serca                                                | [ 71 ] |
| 2022 | „Mój przyjacielu” (na żywo) | Urbański Orkiestra, gościnnie: Igo                                                        | Tribute to Krzysztof Krawczyk. Urbański Orkiestra i Goście | [ 72 ] |
| 2022 | „Helena” (na żywo)          | Igo                                                                                       | Męskie Granie 2022                                         | [ 73 ] |
| 2022 | „Brasswood”                 | L.U.C. i Rebel Babes Ensebmle, gościnnie: Sarsa i Igo                                     | Dialog 2                                                   | [ 74 ] |
| 2023 | „Gold”                      | DJ BRK, gościnnie: Igo                                                                    | Juice                                                      | [ 75 ] |
| 2023 | „To też o tobie” (na żywo)  | Igo, gościnnie: Natalia Szroeder                                                          | Męskie Granie 2023                                         | [ 76 ] |

## Nagrody i nominacje
| Plebiscyt                        | Rok  | Kategoria                         | Nominowana twórczość / osoby                             | Rezultat  | Źr.    |
| -------------------------------- | ---- | --------------------------------- | -------------------------------------------------------- | --------- | ------ |
| Bestsellery Empiku               | 2021 | Muzyka: streaming                 | „Świt”                                                   | Nominacja | [ 77 ] |
| Bestsellery Empiku               | 2024 | Artystka/artysta muzyczny roku    | Męskie Granie Orkiestra 2023 (z Mrozem i Vito Bambino)   | Nominacja | [ 78 ] |
| Europejskie Nagrody Muzyczne MTV | 2019 | Najlepszy polski wykonawca        | Bass Astral x Igo                                        | Nominacja | [ 79 ] |
| Fryderyki                        | 2020 | Najlepsze nowe wykonanie          | „Zazdrość”                                               | Nominacja | [ 80 ] |
| Fryderyki                        | 2021 | Autor roku                        | Daria Zawiałow, Król i Igo                               | Nominacja | [ 81 ] |
| Fryderyki                        | 2021 | Najlepsze nowe wykonanie          | „Płoną góry, płoną lasy”                                 | Nominacja | [ 81 ] |
| Fryderyki                        | 2022 | Zespół / projekt artystyczny roku | Męskie Granie Orkiestra 2020 (z Darią Zawiałow i Królem) | Nominacja | [ 82 ] |
| Fryderyki                        | 2022 | Album roku pop                    | Męskie Granie 2020                                       | Nominacja | [ 82 ] |
| Fryderyki                        | 2023 | Album roku indie pop              | Igo                                                      | Nominacja | [ 83 ] |
| Fryderyki                        | 2024 | Utwór roku                        | „Supermoce”                                              | Nominacja | [ 84 ] |
| Fryderyki                        | 2024 | Zespół / projekt artystyczny roku | Męskie Granie Orkiestra 2023 (z Mrozem i Vito Bambino)   | Nominacja | [ 84 ] |
| Fryderyki (nagrody publiczności) | 2020 | Nagroda publiczności              | „Sobie i Wam”                                            | Nominacja | [ 85 ] |